# اوالد جرج فون کلایست

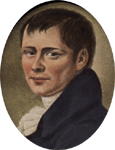
اوالد فون کلایست - ۱۸۰۱

اوالد جرج فون کلایست (انگلیسی: Ewald Georg von Kleist؛ زادهٔ ۱۰ ژوئن ۱۷۰۰ درگذشتهٔ ۱۱ دسامبر ۱۷۴۸) فیزیک‌دان اهل آلمان بود.
در ۱۱ اکتبر ۱۷۴۵ او به‌طور مستقل بر روی شیشه ای به نام Kleistian که می‌توانست برق را در مقادیر زیاد ذخیره کند اختراع کرد. او این کشف را در اواخر سال ۱۷۴۵ به گروهی از دانشمندان برلین تحویل داد و این اخبار به صورت لکه دار به دانشگاه لیدن برگردانده شد که بیشتر مورد بررسی قرار گرفت. این به‌طور کلی به عنوان لیدن شیشه شناخته می‌شود پس از پیتر ون ماسن سببروک، استاد دانشگاه گریدزاند، از لیدن شد. که بعد از انجام دادن این عمل منجر به اختراع خازن شد.